# 峡谷の対決
峡谷の対決（きょうこくのたいけつ、英:Cattle Empire）は、1958年に公開されたアメリカ合衆国の西部劇映画。
デラックス・カラー、シネマスコープ。
監督チャールズ・マーキス・ウォーレン。主演ジョエル・マクリー。公開20世紀フォックス。

## キャスト
| 役名                             | 俳優                  | 日本語吹替                                     |
| 役名                             | 俳優                  | 日本テレビ版                                   |
| -------------------------------- | --------------------- | ---------------------------------------------- |
| ジョン・コード                   | ジョエル・マクリー    | 若山弦蔵                                       |
| ラルフ・ハミルトン               | ドン・ハガティ        | 島宇志夫                                       |
| サンディ・ジェフリー             | グロリア・タルボット  | 沢阿由美                                       |
| ジャニス・ハミルトン             | フィリス・コーテス    | 藤野節子                                       |
| ダグラス・ハミルトン             | ビング・ラッセル      | 細井重之                                       |
| ガース                           | リチャード・シャノン  | 小林修                                         |
| トム・ジェファーソン・ジェフリー | ポール・ブラインガー  | 永井一郎                                       |
| ジョージ・ワシントン・ジェフリー | ハル・K・ドーソン     | 田村錦人                                       |
| トム・ポイス                     | チャールズ・H・グレイ | 青野武                                         |
| シェリフ・ブリュースター         | ジャック・ロマス      | 雨森雅司                                       |
| ジム・ウィテカー                 | ビル・マクグロー      | 森山周一郎                                     |
| レックス・コグズウェル           | パトリック・オムーア  | 富田耕吉                                       |
| フアン・アルーザ                 | デュエイン・グレー    | 家弓家正                                       |
| ポール                           |                       | 藤岡琢也                                       |
| グレンジャー                     |                       | 和田啓                                         |
| バーテン                         |                       | 鎗田順吉                                       |
| スティッチ                       |                       | 愛川欽也                                       |
| 牧師                             |                       | 小池明義                                       |
| ガースの部下                     |                       | 小林和夫                                       |
| 男(1)                            |                       | 肝付兼太                                       |
| 町の人                           |                       | 渡辺典子                                       |
|                                  |                       |                                                |
| 演出                             | 演出                  | 好川純                                         |
| 翻訳                             | 翻訳                  | 佐藤一公                                       |
| 効果                             | 効果                  | 小松プロダクション                             |
| 調整                             |                       |                                                |
| 制作                             | 制作                  | 東京プロモーション                             |
| 解説                             |                       |                                                |
| 初回放送                         | 初回放送              | 1964年1月12日 『日曜ロードショー』 20:00-21:26 |